# Liste der Baudenkmäler in Böbing
Auf dieser Seite sind die Baudenkmäler in der oberbayerischen Gemeinde Böbing zusammengestellt. Diese Tabelle ist eine Teilliste der Liste der Baudenkmäler in Bayern. Grundlage ist die Bayerische Denkmalliste, die auf Basis des Bayerischen Denkmalschutzgesetzes vom 1. Oktober 1973 erstmals erstellt wurde und seither durch das Bayerische Landesamt für Denkmalpflege geführt wird. Die folgenden Angaben ersetzen nicht die rechtsverbindliche Auskunft der Denkmalschutzbehörde.
 Die Liste gibt den Fortschreibungsstand vom 30. November 2018 wieder und umfasst 24 Baudenkmäler.

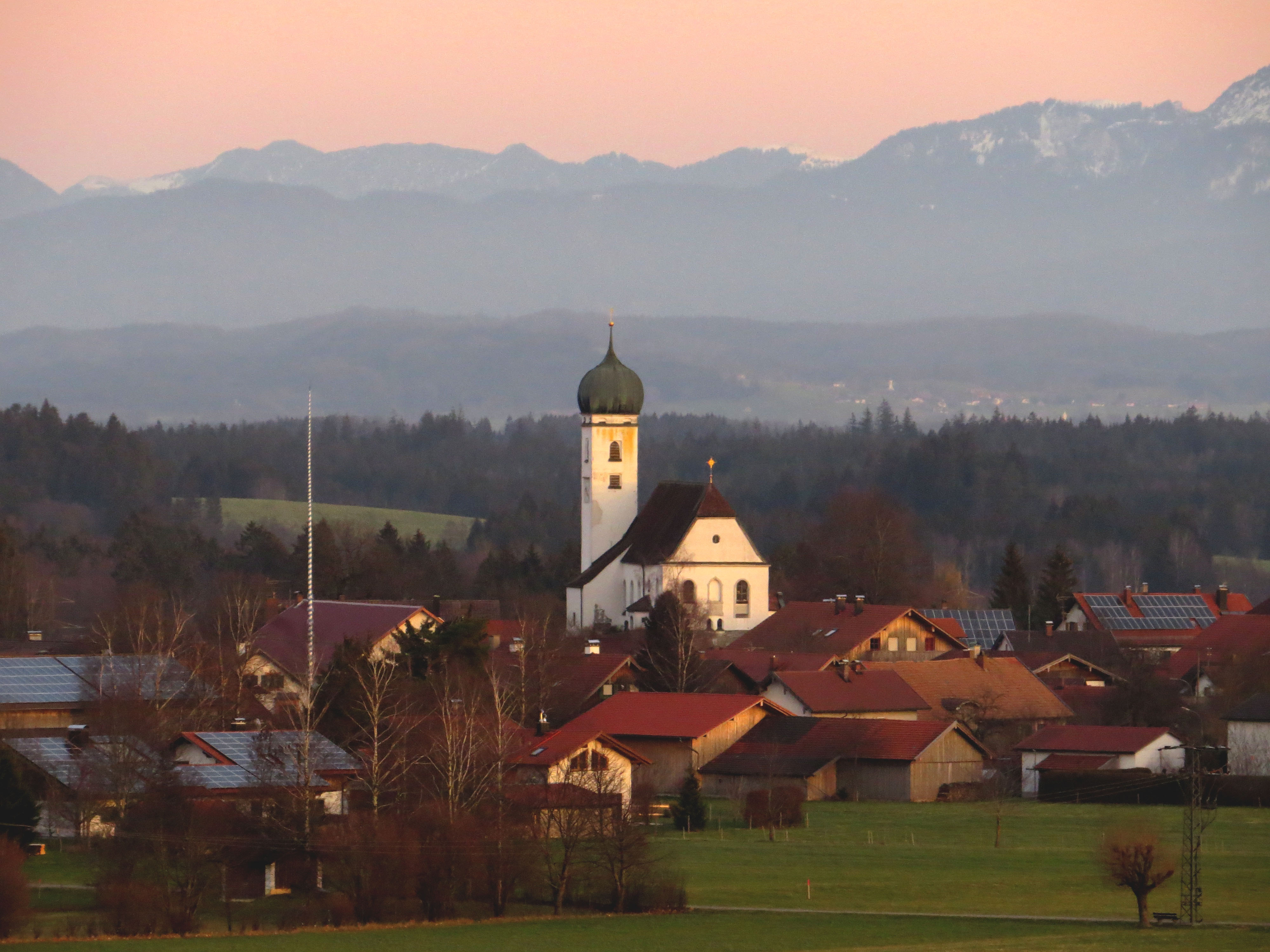
Böbing vor den bayerischen Voralpen

## Baudenkmäler nach Ortsteilen

### Böbing
| Lage                                | Objekt                               | Beschreibung | Akten-Nr.             | Bild           |
| ----------------------------------- | ------------------------------------ | --- | --------------------- | -------------- |
| Auf der Au (Standort)               | Ehemaliger Pestfriedhof              | Anlage mit Ummauerung, Bildstock und Grabkreuzen ab Mitte 17. Jahrhundert; südwestlich weit außerhalb des Orts. | D-1-90-117-5 Wikidata | weitere Bilder |
| Dr.-Hilger-Straße 2 (Standort)      | Dreifaltigkeitssäule                 | Figurengruppe aus Sandstein auf hoher Säule mit dreifachem Postament, 17. Jahrhundert; im Anwesen Dr.-Hilger-Straße 2. | D-1-90-117-4 Wikidata | BW             |
| Kirchstraße 7 (Standort)            | Katholische Pfarrkirche St. Georg    | Saalbau mit stark eingezogenem Chor und nördlichem Flankenturm sowie angefügter Sakristei, Chor und Turm im Kern spätgotisch, barockes Langhaus 1638, erweitert 1794/98, Veränderungen und Anbau der Lourdesgrotte bezeichnet 1898; mit Ausstattung; Friedhofsmauer, massive Einfriedung des alten Friedhofs teilweise mit hoher Substruktion, 17./18. Jahrhundert. | D-1-90-117-1          | weitere Bilder |
| Kirchstraße 13 (Standort)           | Ehemaliger Pfarrhof, jetzt Pfarrhaus | Zweigeschossiger verputzter Einfirsthof mit Satteldach, 1811/12. | D-1-90-117-3 Wikidata | weitere Bilder |
| Nähe Rottenbucher Straße (Standort) | Getreidekasten                       | Getreidekasten, erdgeschossig, 17./18. Jahrhundert; ehemals in Pischlach. | D-1-90-117-2 Wikidata | BW             |

### Bromberg
| Lage                    | Objekt                                                     | Beschreibung                                                | Akten-Nr.             | Bild |
| ----------------------- | ---------------------------------------------------------- | ----------------------------------------------------------- | --------------------- | ---- |
| Bromberg 4/5 (Standort) | Bildstock                                                  | Gemauerte und verputzte Nischenanlage, 18./19. Jahrhundert. | D-1-90-117-7 Wikidata | BW   |
| Bromberg 9 (Standort)   | Getreidekasten des sogenannten Bußjäger- bzw. Sigmund-Hofs | Erdgeschossig mit modernem Überbau, Ende 16. Jahrhundert.   | D-1-90-117-6 Wikidata | BW   |

### Geigersau
| Lage                    | Objekt     | Beschreibung                                                                                  | Akten-Nr.             | Bild       |
| ----------------------- | ---------- | --------------------------------------------------------------------------------------------- | --------------------- | ---------- |
| In Geigersau (Standort) | Hofkapelle | Kleiner verschalter Ständerbau mit Dachreiter, erste Hälfte 19. Jahrhundert; mit Ausstattung. | D-1-90-117-8 Wikidata | Hofkapelle |

### Grambach
| Lage                       | Objekt                           | Beschreibung | Akten-Nr.              | Bild                   |
| -------------------------- | -------------------------------- | --- | ---------------------- | ---------------------- |
| Grambach (Standort)        | Ehemalige Pumpstation            | Eingeschossiger Pavillon mit Walmdach, Neubarock, um 1920; zwischen Bruckerhof und Ortseingang Grambach.                                                                                                | D-1-90-117-27 Wikidata | Ehemalige Pumpstation  |
| In Grambach (Standort)     | Ehemalige Pumpstation            | Eingeschossiger Pavillon mit Walmdach, Neubarock, um 1920; südöstlich von Grambach. | D-1-90-117-28 Wikidata | BW                     |
| Scheibenweg 13 (Standort)  | Ehemaliges Gärtnerhaus           | Zweigeschossiger Satteldachbau mit holzverschaltem Obergeschoss, 1925, Stadelanbau, holzverschalter Ständer-Riegelbau, frühes 20. Jahrhundert; Toreinfahrt mit Einfriedung, verputztes Mauerwerk, 1925. | D-1-90-117-29          | Ehemaliges Gärtnerhaus |
| Scheibenweg 17; (Standort) | Landhaus, sogenannter Grannerhof | Zweigeschossiger Mansarddachbau mit Zwerchgiebel, Fassaden mit Gliederungen und Stuckdekor in Neurokoko-Formen, mit Terrassenanlage, 1923;                                                              | D-1-90-117-26 Wikidata | weitere Bilder         |
| Scheibenweg 15 (Standort)  | Ehemaliges Wohnstallhaus         | ehemaliges Wohnstallhaus, zweigeschossiger Satteldachbau mit Zwerchhaus und umlaufendem Balkon, 1871 (dendrochronologisch datiert), Umbauten um 1920–25.                                                | D-1-90-117-26 Wikidata | BW                     |

### Holzleithen
| Lage                      | Objekt                                     | Beschreibung                                                | Akten-Nr.              | Bild |
| ------------------------- | ------------------------------------------ | ----------------------------------------------------------- | ---------------------- | ---- |
| Holzleithen 7 (Standort)  | Bundwerkteil des sogenannten Hanskarl-Hofs | Über dem Stall (Südseite), zweites Viertel 19. Jahrhundert. | D-1-90-117-10 Wikidata | BW   |
| Holzleithen 9 (Standort)  | Bundwerkteil des sogenannten Baier-Hofs    | Auf der Südseite, erste Drittel 19. Jahrhundert.            | D-1-90-117-12 Wikidata | BW   |
| In Holzleithen (Standort) | Getreidekasten des sogenannten Erhard-Hofs | Zweigeschossig, Ende 17. Jahrhundert.                       | D-1-90-117-11 Wikidata | BW   |

### Leithen
| Lage                 | Objekt                           | Beschreibung | Akten-Nr.              | Bild |
| -------------------- | -------------------------------- | --- | ---------------------- | ---- |
| Leithen 5 (Standort) | Einfirsthof, sogenannt beim Magl | Zweigeschossiger Mitterstallbau mit Trauf- und Giebelbundwerk und Satteldach, Ende 18. Jahrhundert; Getreidekasten, zweigeschossig mit altem Überbau, Mitte 17. Jahrhundert. | D-1-90-117-16 Wikidata | BW   |

### Lindau
| Lage                | Objekt                                       | Beschreibung | Akten-Nr.              | Bild |
| ------------------- | -------------------------------------------- | --- | ---------------------- | ---- |
| Lindau 4 (Standort) | Einfirsthof                                  | Zweigeschossiger Mitterstallbau mit Traufbundwerk und flachem Satteldach, Wohnteil verputzter Blockbau, im Kern 18. Jahrhundert, Ausbau 1830; Getreidekasten, erdgeschossig, erste Hälfte 17. Jahrhundert, in Bundwerküberbau mit flachem Satteldach, Ende 18. Jahrhundert. | D-1-90-117-17 Wikidata | BW   |
| Kirnberg (Standort) | Kapelle St. Leonhard, sogenannte Pestkapelle | Kleiner verputzter Quaderbau mit Satteldach, 1699, verändert 1899; mit Ausstattung. | D-1-90-117-18          | BW   |

### Pischlach
| Lage                    | Objekt               | Beschreibung                                                                                          | Akten-Nr.     | Bild           |
| ----------------------- | -------------------- | --- | ------------- | -------------- |
| In Pischlach (Standort) | Kapelle St. Ignatius | Schmaler verputzter Rechteckbau mit steilem Satteldach und Dachreiter, 1929; mit älterer Ausstattung. | D-1-90-117-19 | weitere Bilder |

### Vorderkirnberg
| Lage                                            | Objekt                                       | Beschreibung | Akten-Nr.              | Bild |
| ----------------------------------------------- | -------------------------------------------- | --- | ---------------------- | ---- |
| Arsbaldweg 8 (Standort)                         | Getreidekasten des sogenannten Lix-Hofs      | Erdgeschossig, in altem Überbau mit Flachsatteldach, 1828, verändert und erweitert 1920 und 1950.                                         | D-1-90-117-21 Wikidata | BW   |
| Arsbaldweg 10 (Standort)                        | Ehemaliger Bauernhof, sogenannt beim Aidmann | Zweigeschossiger Einfirsthof mit Flachsatteldach, Trauf- und Giebelbundwerk, Werdenfelser Mittertennbau, letztes Viertel 18. Jahrhundert. | D-1-90-117-22 Wikidata | BW   |
| Unterfeld in der Flur Vorderkirnberg (Standort) | Kapelle Heilige Drei Könige                  | Kleiner verbretterter Holzbau mit Dachreiter, 18./19. Jahrhundert; mit Ausstattung.                                                       | D-1-90-117-20 Wikidata | BW   |

### Wimpes
| Lage                 | Objekt                                   | Beschreibung                                                                                       | Akten-Nr.              | Bild |
| -------------------- | ---------------------------------------- | -------------------------------------------------------------------------------------------------- | ---------------------- | ---- |
| Wimpes 7 (Standort)  | Bundwerkteile des sogenannten Wölfl-Hofs | Über dem Stall (Nord- und Südseite), zweite Viertel 19. Jahrhundert.                               | D-1-90-117-25 Wikidata | BW   |
| In Wimpes (Standort) | Kapelle Zur Heiligen Familie             | Oktogonaler Zentralbau mit Glockendach und Dachreiter, im neubarocken Stil, 1915; mit Ausstattung. | D-1-90-117-23 Wikidata | BW   |

## Ehemalige Baudenkmäler
In diesem Abschnitt sind Objekte aufgeführt, die früher einmal in der Denkmalliste eingetragen waren, jetzt aber nicht mehr. Objekte, die in anderem Zusammenhang also z. B. als Teil eines Baudenkmals weiter eingetragen sind, sollen hier nicht aufgeführt werden. Aktennummern in diesem Abschnitt sind ehemalige, jetzt nicht mehr gültige Aktennummern.

| Lage                             | Objekt                                | Beschreibung                                                               | Akten-Nr.              | Bild |
| -------------------------------- | ------------------------------------- | -------------------------------------------------------------------------- | ---------------------- | ---- |
| Kirnberg Steinleweg 6 (Standort) | Ehemaliges Bauernhaus mit Giebeltenne | Darüber Bundwerk und Giebel aus Riegelwerk, 18. und Mitte 19. Jahrhundert. | D-1-90-117-14 Wikidata | BW   |